# Курсару, Кэтэлин
Кэтэлин Курсару (рум. Cătălin Cursaru; род. 29 марта 1978, Плоешти) — румынский футболист.

## Карьера
Курсару родился в Плоешти, прошел через молодежные ряды местной «Астры» и завершил свое спортивное становление в команде «Брази». После одного сезона в Дивизионе С он дебютировал в Высшей лиге в сезоне 2000-01, в матче против «Стяуа» 7 августа 2000 года (забив при этом дважды).
26 января 2000 года он подписал контракт с ФКМ Бакэу, но не сыграл ни одного матча, поскольку был предметом спора между Бакэу и его бывшим клубом «Астра». Нападающий получил право играть, начиная с августа 2000 года, и вскоре после этого забил свои первые два гола в дебютном матче в Лиге I. Свой первый сезон в высшей лиге он закончил с 15 голами.
Всю карьеру играл в Румынии, в том числе и за «Бакэу», «Васлуй» и «Прогресул».